# Ulrich Scheuner
Ulrich Scheuner (* 24. Dezember 1903 in Düsseldorf; † 25. Februar 1981 in Bonn) war ein deutscher Staats- und Staatskirchenrechtler. Er hat mit seinem Wirken diese Rechtsgebiete stark beeinflusst.

## Leben
Scheuner wurde als Sohn des Karl Scheuner (1857–1934, Regierungsvizepräsident) und seiner Gemahlin Hedwig Emmi von Staff (1879–1960) geboren. Er wurde 1927 an der Universität Münster mit einer Arbeit unter dem Titel Die Lehre vom echten Parlamentarismus. Ein Beitrag zur Systematisierung der Erscheinungsformen des parlamentarischen Regierungssystems promoviert und habilitierte sich als Schüler von Rudolf Smend und Heinrich Triepel 1928 an der Universität Berlin mit einer staatsrechtlichen Arbeit unter dem Titel Der Rechtsstaatsgedanke in der Weimarer Reichsverfassung. 1933 erhielt er eine ordentliche Professur für Öffentliches Recht an der Universität Jena. Am 1. Mai 1937 trat er der NSDAP bei. Nach einem Intermezzo an der Universität Göttingen 1940/41 wurde er 1941 an die im besetzten Elsass neu gegründete Reichsuniversität Straßburg berufen.
In der Zeitschrift Archiv des öffentlichen Rechts veröffentlichte er 1934 (N.S., Band 24, 1933/34) einen größeren Aufsatz unter dem Titel Die nationale Revolution. Eine staatsrechtliche Untersuchung. Dort beschrieb er die nationalsozialistische „Machtergreifung“ als spezifisch deutsche Form der Revolution. Er bejahte die Legitimität und Legalität des Vorgangs, insbesondere der Reichstagsbrandverordnung vom 28. Februar 1933 und des Ermächtigungsgesetzes vom 23. März 1933. Es handele sich dabei um die Abwendung von den Grundsätzen eines liberalen Rechtsstaats Weimarer Prägung. In dem Aufsatz hat Scheuner dies entschieden gebilligt. Der Nationalsozialismus sei die Überwindung des Individualismus durch Betonung des Gemeinschafts- und Volksgedankens. Scheuner betonte dabei das vertiefende Verständnis für die im Volkstum wirkenden Kräfte blutsmäßiger Abstammung und sah die nationale Einheit des Volkes durch die Idee des Volkstums und der Rasse hergestellt. Damit stellte Scheuner sich auf den Boden der nationalsozialistischen Rassenideologie.
Nach der Niederlage des nationalsozialistischen Deutschen Reichs war Scheuner von 1947 bis 1949 beim Zentralbüro des Evangelischen Hilfswerks in Stuttgart beschäftigt. Seit 1950 lehrte er an der Universität Bonn und leitete das Institut für Völkerrecht von 1958 bis zu seiner Emeritierung im Jahre 1972. Neben seiner wissenschaftlichen Tätigkeit war Scheuner in den 1960er Jahren einer der wichtigsten völkerrechtlichen Berater der Bundesregierung und Völkerrechtsberater von Bundeskanzler Adenauer. Er war zudem als Prozessvertreter für Bundes- und Landesregierungen, Rechtsberater beider großen Kirchen und als Vorsitzender der Parteienrechtskommission der Bundesregierung tätig. In seinem wissenschaftlichen Werk befasste er sich u. a. mit der „Kollektiven Sicherung des Friedens“. Scheuner gehörte zum Beraterkreis sowohl des Wörterbuchs des Völkerrechts als auch später der Encyclopedia of Public International Law. Scheuner war Mitglied des Geschäftsführenden Präsidiums und Gesamtpräsidiums, sowie Mitglied des Wissenschaftlichen Direktoriums der Deutschen Gesellschaft für Auswärtige Politik von 1961 bis 1980.
Aus Scheuners wissenschaftlichen europarechtlichen Werken sind insbesondere seine Beiträge zur Verfassungsentwicklung in der Europäischen Einigung, u. a. als Mitglied der „Groupe Vedel“ mit ihrem Bericht vom 25. März 1972 zu nennen. Scheuners staatsrechtliche Werke galten insbesondere der staatlichen Einwirkung auf die Wirtschaft. Von seinen kirchenrechtlichen Werken ist insbesondere das 1974/75 zusammen mit Ernst Friesenhahn herausgegebene zweibändige Handbuch des Staatskirchenrechts der Bundesrepublik Deutschland (1994 in 2. Auflage herausgegeben von Joseph Listl und Dietrich Pirson) zu nennen.

## Werke (Auswahl)
- Die nationale Revolution. Eine staatsrechtliche Untersuchung. Mohr, Tübingen 1934.
- Das europäische Gleichgewicht und die britische Seeherrschaft. Hanseatische Verlagsanstalt, Hamburg 1944.[3]
- Das Mehrheitsprinzip in der Demokratie. Vorträge. Westdeutscher Verlag, Opladen 1973, ISBN 3-531-07191-2.
- Die Vereinten Nationen als Faktor der internationalen Politik. Westdeutscher Verlag, Opladen 1976, ISBN 3-531-07210-2.
- Die Kontrolle der Staatsmacht im demokratischen Staat. Die Eingrenzung der Macht in der Verfassungsordnung der Bundesrepublik Deutschland. Niedersächsische Landeszentrale für Politische Bildung, Hannover 1977.
- Der Beitrag der deutschen Romantik zur politischen Theorie. Westdeutscher Verlag, Opladen 1980.
- Christian Tomuschat (Hrsg.): Schriften zum Völkerrecht. Duncker & Humblot, Berlin 1984, ISBN 3-428-05608-6.